# Krakowska Spółka Tramwajowa
Krakowska Spółka Tramwajowa (KST) – nazwa spółki powstałej w roku 1900, która uzyskała zgodę na budowę i eksploatację linii tramwaju elektrycznego w Krakowie.
16 marca 1901 r. oddano do użytku pierwszą linię wąskotorową tramwaju elektrycznego. Pomimo że w kolejnych latach powstało kilka nowych linii tramwajowych (w tym normalnotorowych), to spółka nie wywiązała się z obietnic budowy wszystkich nowych linii, co doprowadziło do zatargu z władzami Krakowa. W 1910 r. Gmina Kraków wykupiła 95% akcji spółki, przejmując kontrolę nad jej działalnością.
W 1927 r. uruchomiono pierwszą linię autobusową.
W 1928 r. władze miasta powołały spółkę która po fuzji z KST przekształciła się w Krakowską Miejską Kolej Elektryczną (KMKE).
Pierwszym prezesem spółki (1900–1910) był Antoni Oborski.